# Liga de Alemania de waterpolo femenino
La Liga de Alemania de waterpolo femenino es la competición más importante de waterpolo femenino entre clubes alemanes.
Se juega en forma de liga nacional desde la temporada 1998-99, cuando se incluyeron nueve clubes que juegan por el procedimiento de play-off. Desde 2005 se juegan cuatro tiempos de ocho minutos.

## Historial
Estos son los ganadores de liga:
- 2012: SV Bayer Uerdingen
- 2011: BW Bochum
- 2010: BW Bochum
- 2009: BW Bochum
- 2008: BW Bochum
- 2007: BW Bochum
- 2006: BW Bochum
- 2005: BW Bochum
- 2004: BW Bochum
- 2003: BW Bochum
- 2002: BW Bochum
- 2001: BW Bochum
- 2000: BW Bochum
- 1999: SV Hohenlimburg
- 1998: SG Neukölln Berlin
- 1997: SV Hohenlimburg
- 1996: SV Gronau
- 1995: SU Neukölln Berlin
- 1994: Bayer Uerdingen Schwimmverein 08
- 1993: SV Gronau
- 1992: Delphin Wuppertal
- 1991: SV Hohenlimburg
- 1990: SU Neukölln Berlin
- 1989: SU Neukölln Berlin
- 1988: SU Neukölln Berlin
- 1987: SV Hohenlimburg
- 1986: SU Neukölln Berlin
- 1985: Steglitzer SC Südwest Berlin
- 1984: SV Hohenlimburg
- 1983: SV Hohenlimburg